# Metsimaholo Local Municipality
 Metsimaholo (englisch Metsimaholo Local Municipality) ist eine Lokalgemeinde im Distrikt Fezile Dabi, Provinz Freistaat in Südafrika. Der Sitz der Gemeindeverwaltung befindet sich in Sasolburg. Die Bürgermeisterin ist Lindiwe Tshongwe.
Metsimaholo ist der Sesothobegriff für viel Wasser und bezieht sich auf die großen Wasserressourcen im Gemeindegebiet.

## Städte und Orte
- Coalbrook
- Deneysville
- Kragbron
- Oranjeville
- Sasolburg
- Viljoensdrif
- Zamdela

## Bevölkerung
Im Jahr 2011 hatte die Gemeinde 149.108 Einwohner in 45.757 Haushalten auf einer Gesamtfläche von 1717,10 km². Davon waren 82,3 % schwarz, 16,4 % weiß und 0,7 % Coloured. Die Einwohnerzahl erhöhte sich im Jahr 2016 auf 163.564. Erstsprachen waren zu 57,9 % Sesotho, zu 16,2 % Afrikaans, zu 7,4 % isiXhosa, zu 5,8 % isiZulu, zu 3,3 % Englisch, zu 1,6 % Sepedi und zu 1 % Setswana.